# 焼山 (札幌市南区)
焼山（やけやま）は北海道札幌市南区の藤野と簾舞の境界上にある山。標高662.5メートル。簾舞川の東にそびえる正三角錐の独立峰である。
山名の由来は、開拓時代に山火事が多かったことにある。1906年（明治39年）には2000町歩以上、1911年（明治44年）には1500町歩が火災の被害に見舞われ、そのほか小規模な火事は数え切れないほどあったという。
登山道は藤野側から野々沢川に沿って砂防ダムを越え、旧採石道路をたどって延びている。

## 藤野三豊山
1951年（昭和26年）ごろ、下藤野青年会は観光開発計画を立て、地域の3つの山々に芳名をつけた。
- 焼山→豊平山（ほうへいざん）
- 下藤野山→豊栄山（ほうえいざん）。後にフッズスノーエリアが開かれた。
- 牧場の山→豊見山（とよみやま）

豊平山と豊見山をロープウェイで結び、一大レジャーランドに仕上げる予定だったが、実現することはなかった。しかし、このとき付けられた山の名前だけは後代に受け継がれている。

## ギャラリー

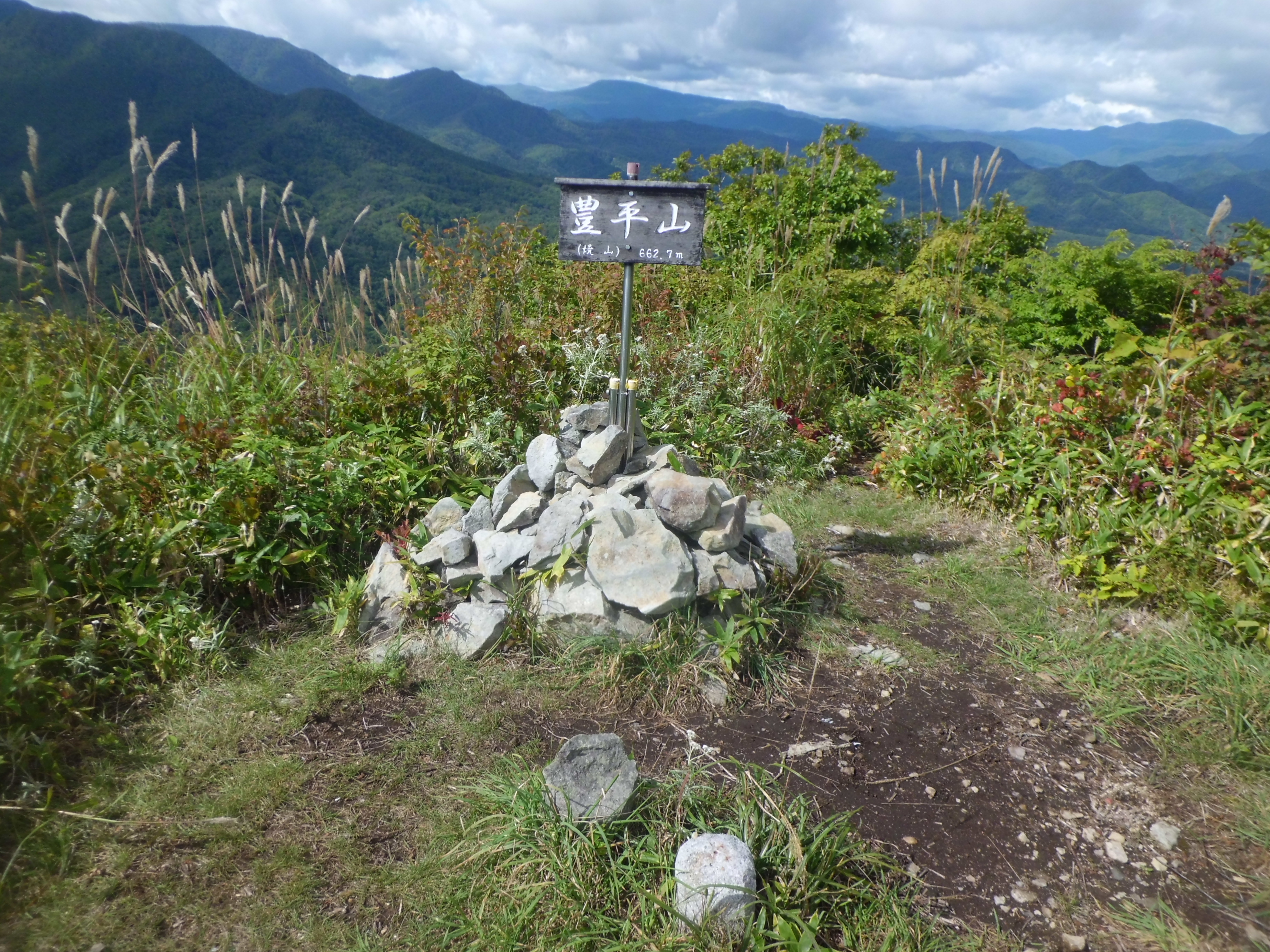
焼山（豊平山）山頂
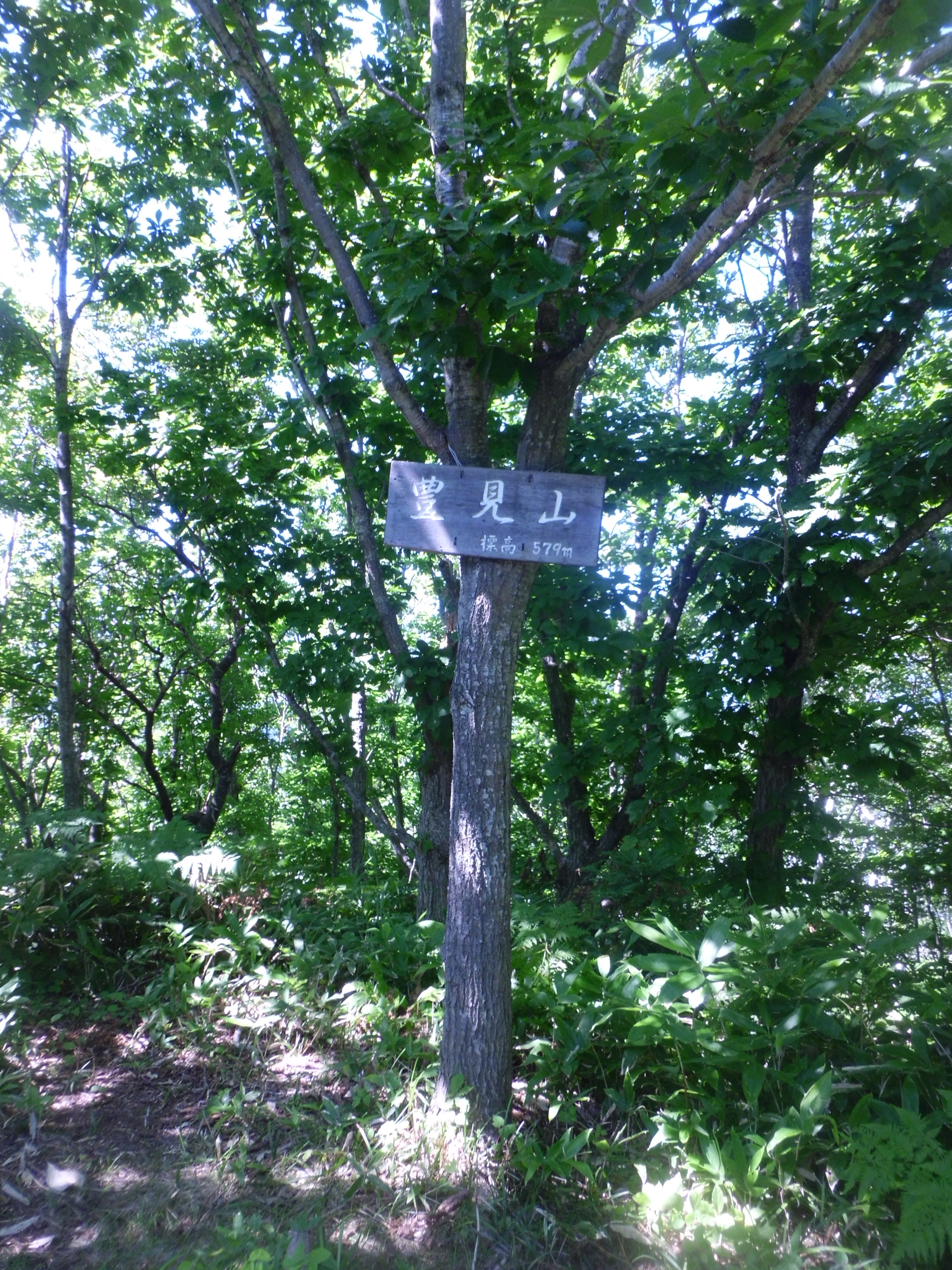
豊見山 山頂
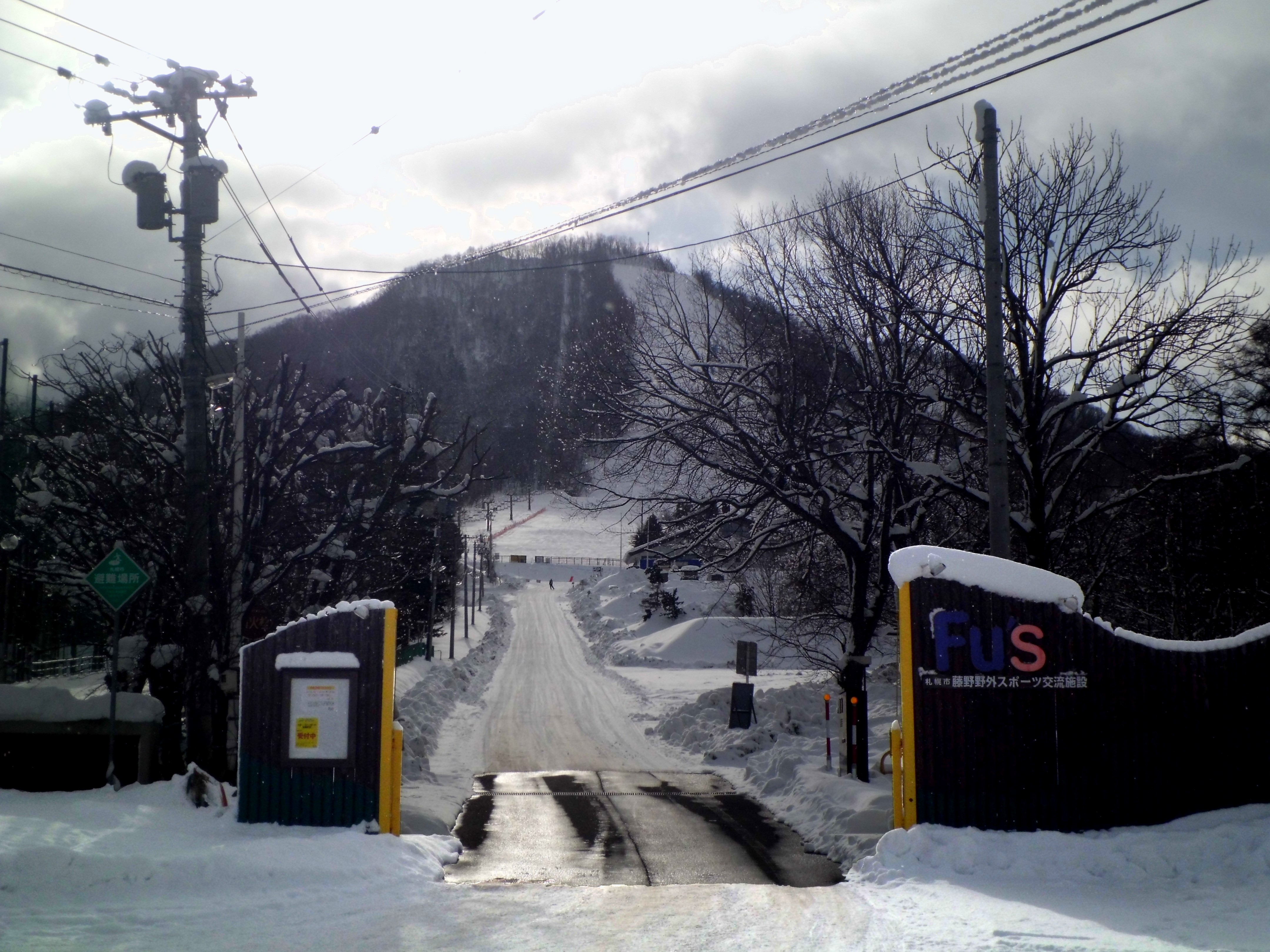
フッズスノーエリア